# ایوب سلیمانی
ایوب سلیمانی سرتیپ پاسدار فرماندهی انتظامی جمهوری اسلامی ایران است، که هم‌اکنون به‌عنوان معاون طرح، برنامه و بودجه ستاد کل نیروهای مسلح فعالیت می‌کند.
وی فعالیت نظامی را در خلال جنگ ایران و عراق از سپاه پاسداران انقلاب اسلامی آغاز کرد. سلیمانی از ۱۳۸۰ تا ۱۳۸۸ معاون نیروی انسانی نیروی مقاومت بسیج بود و در فاصله سالهای ۱۳۸۸ تا ۱۳۹۴ به‌عنوان معاون هماهنگ‌کننده و رئیس ستاد نیروی مقاومت بسیج فعالیت می‌کرد.
او در سال ۱۳۹۴ به نیروی انتظامی منتقل شد و از ۱۳۹۴ تا ۱۳۹۷ معاون هماهنگ‌کننده و رئیس ستاد نیروی انتظامی بود و از ۱۳۹۷ تا ۱۳۹۹ جانشینی فرمانده نیروی انتظامی را برعهده داشت. سلیمانی در سال ۱۳۹۹ به ستاد کل نیروهای مسلح منتقل شد و از سال ۱۳۹۹ تاکنون معاون طرح، برنامه و بودجه رئیس ستاد کل نیروهای مسلح است. وی در سال ۱۳۹۸ به‌علت نقض فاحش حقوق شهروندان ایرانی، توسط وزارت خزانه‌داری آمریکا تحریم شد.